# Diócesis de Linköping
La diócesis de Linköping (en sueco: Linköpings stift) es una de las 13 diócesis constituyentes de la Iglesia de Suecia. Su sede reside en la Catedral de Linköping,  en la ciudad del mismo nombre. Fue creada en 1120, como atestigua un documento hoy se halla en Florencia. En un principio abarcaba Östergötland, Småland, Öland e isla de Gotland, pero hoy solo comprende Östergötland y Småland septentrional. 

## Historia
La diócesis de Linköping originalmente incluía Småland, Östergötland, las isla de Gotland y Öland. Hacia 1160 el distrito de Värend en Småland fue desgajado de Linköping y dio paso a la diócesis de Vexiö. Durante un siglo, de 990 a 1100, la Diócesis de Skara abarcó todo el país de los Godos (Gauthiod); luego se dividió en dos: Skara y Linköping. La diócesis era sufragánea de la Arquidiócesis de Bremen y se convirtió en sufragánea de la diócesis de Lund, cuando esta última fue elevada a archidiócesis en 1104.
Los primeros tres obispos de Linköping fueron Herbert, Richard y Gisle (c. 1138-1148). Luego vino Stenar, quien aparentemente dimitió en 1160 y posteriormente se convirtió en obispo de Vexiö. Los obispos notables después de él fueron Kol (c. 1160-1196), que murió en una peregrinación a Jerusalén, Bengt Magnusson, que murió en la batalla de Lihula en Estonia el 8 de agosto de 1220, y Benedicto (1220-1237). El último obispo católico de Linköping fue Hans Brask (nacido en 1464; obispo, 1513–27; fallecido el 30 de julio de 1539). Se vio obligado a abandonar su diócesis en 1527 debido a la adopción del luteranismo en Suecia en la conocida Dieta de Västerås.
A través de una decisión del gobierno en 1634, se estableció la división de Suecia en condados y Östergötland se convirtió en un condado separado con Linköping como su ciudad capital.  Antes de 1718, el condado también se llamaba condado de Linköping.
Desde la unión, Östergötland constaba de cuatro divisiones: el condado de Ringstaholm, el condado de Stegeborg, el condado de Hof y el condado de Stäkeholm. Durante el final del siglo XV, el condado de Ringstaholm se eliminó y Ydre y Kinda se separaron del condado de Stäkeholm al mismo tiempo que se formaron el condado de Linköping y el condado de Vadstena. Desde finales del siglo XVI, también hubo una división llamada Bråborgs län y aproximadamente al mismo tiempo se formó Finspånga län (un distrito).